# Ionerősség
Az ionerősség fogalmát Lewis és Randall vezették be 1921-ben az erős elektrolitok aktivitási együtthatóinak leírásához. Egy oldat ionerőssége az oldatbeli ionok koncentrációjának mérőszáma. Az ionos vegyületek vízben oldva ionokra disszociálnak. Az oldatban levő teljes elektrolitkoncentráció befolyásolja az olyan fontos tulajdonságokat, mint a disszociációs állandó vagy a különböző sók oldhatósága. Az oldott ionokat tartalmazó oldat egyik fontos sajátsága az ionerősség. Az ionerősség kifejezhető moláris (mol/L) vagy molális (mol/kg víz) koncentrációban, a félreértések elkerülése végett a mértékegységet meg kell adni.

## Az ionerősség megadása
Egy oldat I moláris  ionerőssége az összes, az oldatban jelen levő ion koncentrációjának függvénye.
{\displaystyle I={\begin{matrix}{\frac {1}{2}}\end{matrix}}\sum _{i=1}^{n}c_{i}z_{i}^{2}}
ahol az 1/2 azért szerepel, mert mind a kationokat, mind az anionokat figyelembe vesszük, ci az i ion moláris koncentrációja (M, mol/L), zi az i ion töltésszáma, a szummázás az oldatba levő összes ionra elvégzendő. 1:1 elektrolit, például nátrium-klorid esetén, amikor minden ionnak egy a töltésszáma, az ionerősség megegyezik a koncentrációval. MgSO4 elektrolitban ugyanakkor minden ion kétszeres töltésű, így az ionerősség az azonos koncentrációjú nátrium-kloridéhoz képest négyszeres lesz:
{\displaystyle I={\frac {1}{2}}[c(+2)^{2}+c(-2)^{2}]={\frac {1}{2}}[4c+4c]=4c}
A többértékű ionok általában nagy mértékben hozzájárulnak az ionerősséghez.

### Számítási példa
Egy bonyolultabb példa a 0,050 M Na2SO4-ot és 0,020 M KCl-ot tartalmazó oldatkeverék ionerőssége:
{\displaystyle {\begin{aligned}I&={\tfrac {1}{2}}\times \left[{\begin{array}{l}\{({\text{A }}{\ce {Na2SO4}}{\text{ koncentrációja M-ban}})\times ({\text{a }}{\ce {Na+}}{\text{ száma}})\times ({\text{a }}{\ce {Na}}{\text{ töltése}})^{2}\}\ +\\\{({\text{A }}{\ce {Na2SO4}}{\text{ koncentrációja M-ban}})\times ({\text{a }}{\ce {SO4^2-}}{\text{ száma}})\times ({\text{a }}{\ce {SO4}}{\text{ töltése}})^{2}\}\ +\\\{({\text{A }}{\ce {KCl}}{\text{ koncentrációja M-ban}})\times ({\text{a }}{\ce {K+}}{\text{ száma}})\times ({\text{a }}{\ce {K}}{\text{ töltése}})^{2}\}\ +\\\{({\text{A }}{\ce {KCl}}{\text{ koncentrációja M-ban}})\times ({\text{a }}{\ce {Cl-}}{\text{ száma}})\times ({\text{a }}{\ce {Cl}}{\text{ töltése}})^{2}\}\end{array}}\right]\\&={\tfrac {1}{2}}\times [\{0,050\ {\text{M}}\times 2\times (+1)^{2}\}+\{0,050\ {\text{M}}\times 1\times (-2)^{2}\}+\{0,020\ {\text{M}}\times 1\times (+1)^{2}\}+\{0,020\ {\text{M}}\times 1\times (-1)^{2}\}]\\&=0,17\ {\text{M}}\end{aligned}}}

## Nem ideális oldatok
Mivel a nem ideális oldatoknál a térfogatok nem szigorúan additívak, a c molaritás (mol/L) helyett előnyösebb a b molalitással (mol/kg H2O) dolgozni. Ehhez a molális ionerősséget az alábbi módon definiáljuk:
{\displaystyle I={\frac {1}{2}}\sum _{{i}=1}^{n}b_{i}z_{i}^{2}},
ahol
i =  az ion azonosító száma
z =  az ion töltésszáma

## Jelentősége
Az ionerősség központi szerepet játszik a Debye–Hückel-elméletben, mely az ionos oldatoknál jellemzően fellépő, az ideálistól erősen eltérő viselkedést írja le. Szintén fontos a kolloidok és más heterogén rendszerek határfelületi kettősrétegét leíró elmélet, valamint az ehhez kapcsolódó elektrokinetikai és elektroakusztikus jelenségek szempontjából. A kettősréteg vastagságát ugyanis a Debye-hossz (a κ Debye-paraméter reciproka) jellemzi, ami fordítottan arányos az ionerősség négyzetgyökével. A koncentráció növelése vagy nagyobb töltésszámú ellenion esetén a kettősréteg összenyomódik, és nő az elektromos potenciál gradiense.
Nagy ionerősségű közeget használnak a komplexek stabilitási állandóinak meghatározásához, hogy a titrálás során minimálisra csökkentsék a kisebb koncentrációban jelen lévő oldott anyag aktivitási együtthatóinak változását. A természetes vizek, például az ásványvizek és a tengervíz ionerőssége – a bennük oldott sók miatt – rendszerint nem hanyagolható el, ami jelentősen módosítja tulajdonságaikat.

## Fordítás
Ez a szócikk részben vagy egészben  az   Ionic strength című angol Wikipédia-szócikk ezen változatának fordításán alapul.  Az eredeti cikk szerkesztőit annak laptörténete sorolja fel. Ez a jelzés csupán a megfogalmazás eredetét és a szerzői jogokat jelzi, nem szolgál a cikkben szereplő információk forrásmegjelöléseként.

## További olvasnivalók
- Ionic strength
- Ionic strength introduction at the EPA web site Archiválva 2017. május 6-i dátummal a Wayback Machine-ben